# ドリュー・グラック
ドリュー・グラック（Drew Gulak、1987年4月28日 - ）は、アメリカ合衆国のプロレスラー。ペンシルバニア州フィラデルフィア出身。

## 来歴

### CZW
2004年、プロレスラーになるためにCZWが主宰するCZWレスリングアカデミーとCHIKARAが主宰するCHIKARAレッスルファクトリーにてトレーニングを開始。
2005年4月16日、地元であるフィラデルフィアにてCZWとMBA（Maven Bentley Association）の共同開催されたイベントであるSomebody Has to PayにてDJハイドとタッグを組んでメイヴェン・ベントリー & ブラックアウト（サビアン & ロビー・メリーノ）とハンディキャップマッチでプロレスラーデビューを果たし、デビュー戦を勝利で飾った。7月より同期のアンディ・サムナーとタッグチーム、チーム・アンドリュー（Team AnDrew）を結成してタッグ戦線に乗り込み、ブラックアウトやニュージャージー・オールスターズ（ラッキー & JCライダー）と抗争を繰り広げる。

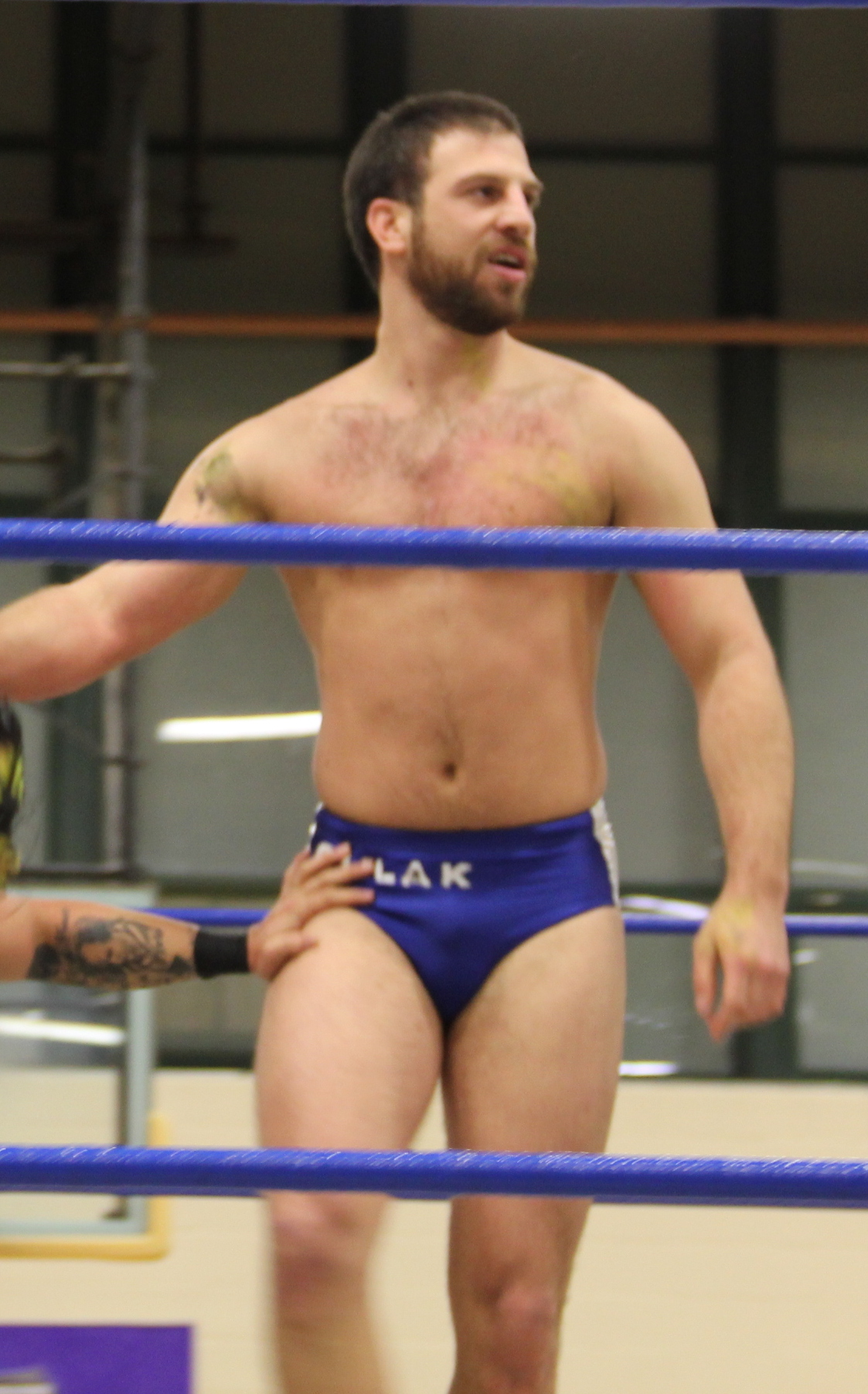
2013年

2007年、名実共に名タッグへと成長。9月8日、Chris Cash Memorial ShowにてCZW世界タッグ王座を保持するブラックアウト、そしてデレク・フレーザー & ナイルズ・ヤングとの3wayタッグマッチの王座戦に挑戦して勝利し、初のタイトルとなるベルトを獲得した。
2008年5月10日、Best of the Best 8に初出場し、準決勝まで進出する活躍を見せ、7月12日には2度目となるCZW世界タッグ王座を戴冠した。
2009年、サムナーとのタッグを解散してシングルへと転向。2010年4月10日、王者であるタイラー・ベリタスに挑戦して勝利し、念願のベルトを奪取。CZWワイアードTV王座を1年間に渡り死守し、王座陥落後はCZWと並行してBeyond Wrestlingに参戦。CZWではキャンペーン・フォア・ア・ベター・コンバットゾーン（Campaign For A Better Combat Zone）なるユニットを結成し、ボムシェルのキンバー・リーをマネージャーに従えてストーリーラインで活躍。
2013年7月13日、CZW世界ヘビー級王座挑戦権を賭けてトミー・ドリーマーと対戦して勝利したことから転機が訪れ、8月10日、CZW Tangled Web 6にてCZW世界ヘビー級王座を保持するMASADAに挑戦して勝利。団体内最高王座を手に入れた。この一件より格が上がり、CZWの支えるトップレスラーの一人へと成長。

### WWE
2016年、WWE主催のWWEクルーザー級クラシックに出場、1回戦はガル・シラに勝利も2回戦でザック・セイバー・ジュニアに敗退。大会後は「WWE 205 Live」へ所属する。
2019年6月23日、Stomping Grounds 2019 KickoffでWWEクルーザー級王者のトニー・ニースに戸澤陽とトリプルスレットマッチ形式の王座戦に挑戦。終盤に戸澤がニースにドロップキックで場外に追い出すと隙を突き、戸澤にトーチャーラック・ネックブリーカーを決めて勝利。王座を戴冠した。

## 得意技

### フィニッシュ・ホールド
トーチャーラック・ネックブリーカー
グロック
フィニッシャー。SANADAのSkull End、野崎渚のドルミルⅡと同型。
旧名はユニバーシティ・ストレッチ
グラックアタック
相手をコーナーに追い詰めてから決めるクローズライン。ランニング式も使用する場合がある。

### 打撃技
エルボー
ナックルパンチ
ドロップキック
スパイン・スプリッター
バックドロップの体勢からバックブリーカーへと移行する。

### 投げ技
バタクラン
スナップ・スープレックス
スパープレックス
サウザンライト・スープレックス
ノーザンライト・スープレックス
ジャーマンスープレックス
パワーボム

### フォール技
オコーナーロール

## 獲得タイトル
WWE
- WWEクルーザー級王座 : 1回

CZW
- CZW世界ヘビー級王座 : 1回
- CZW世界タッグ王座 : 2回

w / アンディ・サムナー
- CZWワイアードTV王座 : 1回

EVOLVE
- スタイルバトルトーナメント : 2013年度優勝

DDT
- アイアンマンヘビーメタル級王座 : 1回（第1101代）

## 入場曲
- About Time
- Totally Drew
- For the Better
- Fade - 現在使用中